# Lutz Jani
Lutz Jani (* 25. Januar 1935 in Dresden; † 13. September 2019 in Basel) war ein deutscher Orthopäde und Hochschullehrer in Basel und Mannheim.

## Leben
In München aufgewachsen, studierte Jani ab 1954 an der Ludwig-Maximilians-Universität Medizin. Er wurde 1955 im Corps Bavaria München recipiert und zeichnete sich als Senior aus. Zwischenzeitlich an der Albert-Ludwigs-Universität Freiburg, wurde er 1960 in München zum Dr. med. promoviert. Nach den zwei Jahren als Medizinalassistent erhielt er 1962 die Approbation als Arzt. Die vierjährige Ausbildung in Orthopädie durchlief er bei Max Lange und Nikolaus Witt. Schon damals befasste er sich mit der Hüftdysplasie und der Perthes-Erkrankung. 1969 ging er als Oberarzt in die orthopädische Klinik des Universitätsspitals Basel. Er habilitierte sich und wurde im Mai 1973 leitender Arzt der Abteilung für Kinderorthopädie. Am 3. Juli 1973 erhielt er die Lehrbefugnis. Seit 1975 stellvertretender Klinikdirektor, wurde er am 9. Dezember 1980 zum a.o. Professor ernannt. Die Ruprecht-Karls-Universität Heidelberg berief ihn zum 20. April 1982 auf den neuen Lehrstuhl für Orthopädie im Universitätsklinikum Mannheim. 1987 war er Vorsitzender der 35. Jahrestagung der süddeutschen Orthopäden in Baden-Baden. 1991/92 war er Präsident der Deutschen Gesellschaft für Orthopädie und Orthopädische Chirurgie. Im Rosengarten (Mannheim) leitete er 1992 ihren Jahreskongress. Am 30. September 2000 wurde er emeritiert. Er war Generalsekretär der DGOOC (1999–2002) und engagierte sich für die Zusammenführung von Orthopädie und Unfallchirurgie

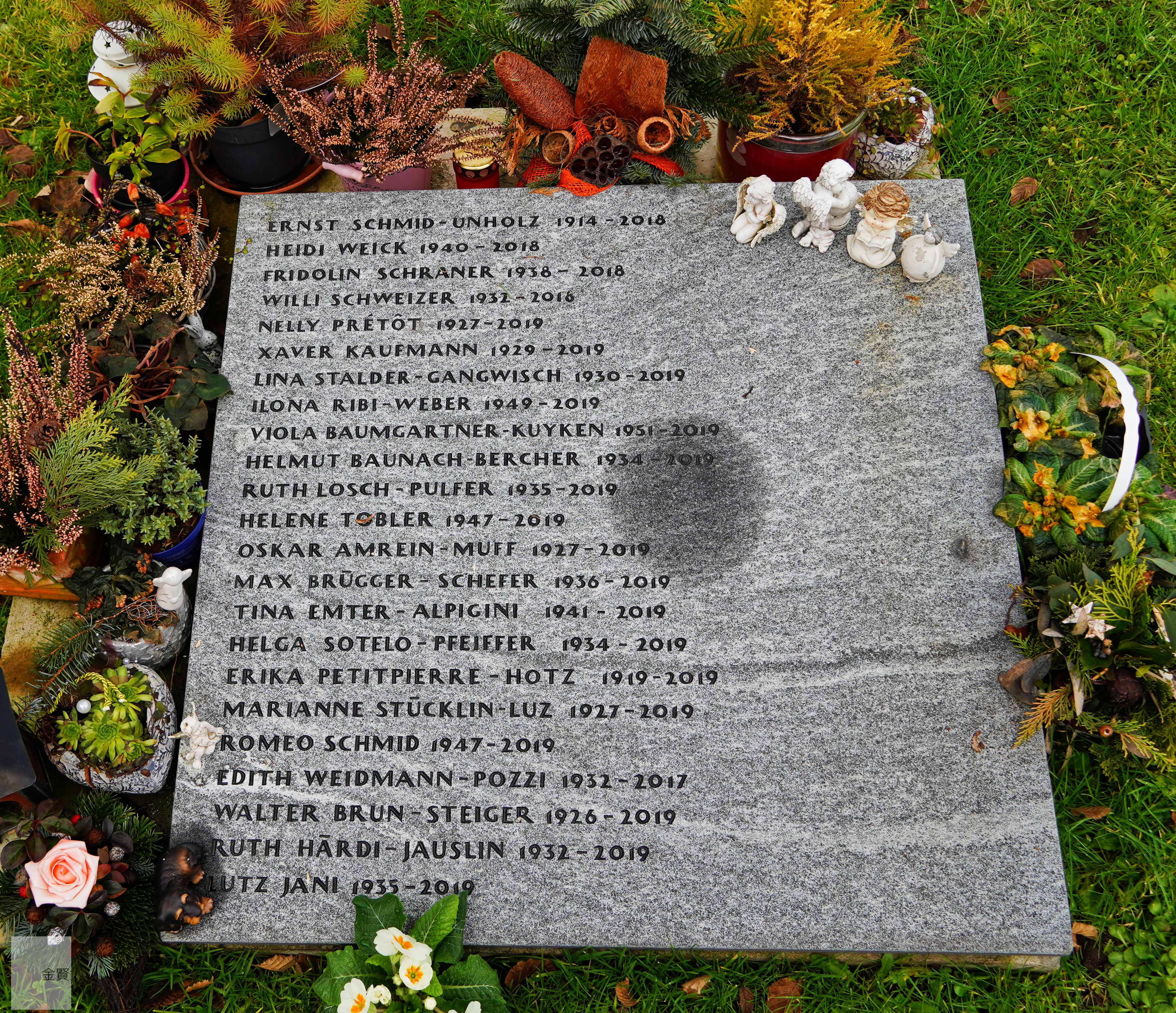
Grabplatte auf dem Gottesacker Riehen (unterster Name: Lutz Jani)

Jani wurde auf dem Gottesacker in Riehen BS begraben.

## Werke
- mit George Chapchal und Boštjan Dolanc: Orthopädische Krankenuntersuchung. Enke, Stuttgart 1971.
- mit Peter Griss: Die operative Behandlung der Skoliose nach Harrington. Zeitschrift für Orthopädie und ihre Grenzgebiete 123 (1985), S. 847–851.
- mit Karl-Ludwig Krämer: Die Operation nach Elmslie-Trillat. Operative Orthopädie und Traumatologie 3 (1991), S. 38–48.
- mit Ferdinand Klimt, Manfred Betz und E. G. Huber: Sportmedizin im Kindes- und Jugendalter. Thieme, Stuttgart 1992.
- mit Karl-Ludwig Krämer, Martin Stock, Michael Winter, Ludwig W. Ackermann und Gerda Raichle: Klinikleitfaden Orthopädie – Untersuchung, Diagnostik, Therapie, Notfall. Neckarsulm 1993.
- Spontanverlauf orthopädischer Erkrankungen. Der Orthopäde 23 (1994)
- Hüftendoprothetik – Vergangenes, Bewährtes und Zukünftiges. Mannheimer Symposium zur Neueröffnung der Orthopädischen Klinik. München 1996.
- mit Peter Arnold, Michael Winter, Gerhard Scheller, W. Konermann und D. Rumetsch: Clinical and radiological results of osteosynthesis of the vertebral lamina for lumbar spondylolysis and minor form of spondylolisthesis in childhood and adolescents. Zeitschrift für Orthopädie und Unfallchirurgie 134 (1996), S. 226–232.
- Arthritis und Osteomyelitis im Wachstumsalter. Der Orthopäde 26 (1997)
- Hüftgelenkersatz beim Rheumatiker. Der Orthopäde 27 (1998)

## Ehrungen
- Erich-Lexer-Preis (2000)[3]
- Johann-Friedrich-Dieffenbach-Büste (2002)[6]
- Ehrenmitglied
  - Tschechische Gesellschaft für Orthopädie und Traumatologie (1996)[3]
  - Österreichische Gesellschaft für Orthopädie und orthopädische Chirurgie (1999)[3]
  - Deutsche Gesellschaft für Orthopädie und Orthopädische Chirurgie (2003)[3]